# Kongelig Norsk Seilforening
Kongelig Norsk Seilforening (KNS), är Norges näst äldsta segelsällskap. Det bildades 1883.